# Dó đất Cúc Phương
Dó đất Cúc Phương hay còn gọi hoa đất, cây không lá, ký sinh hoàn, xà cô, tỏa dương, củ ngọc núi (danh pháp khoa học: Balanophora cucphuongensis) là loài thực vật thuộc họ Dó đất được phát hiện tại vườn quốc gia Cúc Phương và Kon Tum.
Hoa đất không có lục diệp tố, khác với các loài trong họ đã biết ở khu vực Đông Nam Á.
Đây là loài cây nấm ký sinh trên rễ của những cây gỗ khác thường thấy ở các loại thuộc họ đậu hoặc dâu tằm hay các loài tre. Cây cao 8–15 cm, củ sần sùi. Thân ký sinh là cuống cụm hoa mang 6-10 lá dạng vảy, phiến lá hình mũi mác dài 1,5–2 cm, rộng 1-1,5 cm. 
Hoa đơn tính, khác gốc, hợp thành bông nạc. Cả cụm hoa đực và cụm hoa cái đều hình trứng hay hình đầu. Hoa đực không có cuống rõ, khối phấn bị ép ngang. Hoa cái mọc xung quanh chân vảy bảo vệ, vảy hình trứng cụt đầu có 1 vòi nhụy. 

## Dược tính
Loài cây này là thảo dược quý, giúp cường dương bổ thận, được dùng trong các bài thuốc yếu sinh lý, di tinh, liệt dương.
Dó đất không phải là nấm, mà là thực vật có hoa..